# Cat Deeley
 (avril 2010).
Si vous disposez d'ouvrages ou d'articles de référence ou si vous connaissez des sites web de qualité traitant du thème abordé ici, merci de compléter l'article en donnant les références utiles à sa vérifiabilité et en les liant à la section « Notes et références ».
Pour les articles homonymes, voir Deeley.
Catherine Elizabeth "Cat" Deeley (née le 23 octobre 1976 à Sutton Coldfield) est une actrice, chanteuse, et la présentatrice britannique de l'émission So You Think you can dance? (La Fièvre de la danse) depuis la deuxième saison. Elle joue de 2014 à 2016 dans la série DeadBeat diffusé sur le site Hulu.

## Séries télévisées
- 2014-2016 : DeadBeat : Camomile White